# Abovsko-turnianská župa
Abovsko-turnianská župa (též Abovsko-turnianská stolice) byla v letech 1786-1790, 1848-1859 a 1882-1918 stolice a župa v Uhersku, která se v letech 1918-1919 rozpadla na dvě stejnojmenné župy v Československu (zanikla v roce 1923) a v Maďarsku. V letech 1938-1945 na základě výsledků Vídeňské arbitráže došlo k opětovnému připojení slovenské části (kromě malých částí na severu bývalé župy) k Maďarsku. Po roce 1945 v Maďarsku župa existoval už pouze jako Abovská župa, v roce 1950 byla sloučena do Boršodsko-obovsko-zemplínské župy.

## Hlavní města
Po sloučení obou žup v roce 1881 se hlavním městem staly Košice. V roce 1918 se župa rozpadla, což bylo definitivně potvrzeno Trianonskou mírovou smlouvou v roce 1920. V Maďarsku se hlavním městem stalo Szikszó a v československé Košice. V roce 1923 v ČSR tato župa zanikla. Během druhé světové války byly hlavním městem opět Košice. V období mezi lety 1945 a 1950 to bylo Szikszó.

## Okresy
- okres Cserehát, hlavní město Moldava nad Bodvou
- okres Füzér, hlavní město Ždaňa
- okres Gönc, hlavní město Abaújszántó
- okres Kassa, hlavní město Košice
- okres Szikszó, hlavní město Szikszó
- okres Torna, hlavní město Turňa nad Bodvou